# Polo aquático no Campeonato Mundial de Esportes Aquáticos de 2024

Os eventos do Polo aquático no Campeonato Mundial de Esportes Aquáticos de 2024 ocorreram entre 4 a 17 de fevereiro de 2024, em Doha, no Catar. Ao todo dois eventos foram disputados, um masculino e um feminino.

## Eventos
Ao todo, dois eventos com atribuição de medalhas foram disputados.
| Data            | Horário | Evento                                     |
| --------------- | ------- | ------------------------------------------ |
| 4 de fevereiro  | 09h00   | Rodada preliminar                          |
| 5 de fevereiro  | 09h00   | Rodada preliminar                          |
| 6 de fevereiro  | 09h00   | Rodada preliminar                          |
| 7 de fevereiro  | 09h00   | Rodada preliminar                          |
| 8 de fevereiro  | 09h00   | Rodada preliminar                          |
| 9 de fevereiro  | 09h00   | Rodada preliminar                          |
| 10 de fevereiro | 09h00   | Repescagem/Partidas de classificação       |
| 11 de fevereiro | 09h00   | Repescagem/Partidas de classificação       |
| 12 de fevereiro | 09h00   | Quartas de final/Partidas de classificação |
| 13 de fevereiro | 09h00   | Quartas de final/Partidas de classificação |
| 14 de fevereiro | 09h00   | Semifinais/Partidas de classificação       |
| 15 de fevereiro | 09h00   | Semifinais/Partidas de classificação       |
| 16 de fevereiro |         | Final feminina                             |
| 17 de fevereiro |         | Final masculina                            |

## Medalhistas
| Eventos            | Ouro           | Prata   | Bronze  |
| ------------------ | -------------- | ------- | ------- |
| Masculino detalhes | Croácia        | Itália  | Espanha |
| Feminino detalhes  | Estados Unidos | Hungria | Espanha |

## Quadro de medalhas
| Ordem | País           | Ouro | Prata | Bronze |   |
| 1     | Croácia        | 1    |       |        | 1 |
|       | Estados Unidos | 1    |       |        | 1 |
| 3     | Hungria        |      | 1     |        | 1 |
|       | Itália         |      | 1     |        | 1 |
| 5     | Espanha        |      |       | 2      | 2 |
| Total | Total          | 2    | 2     | 2      | 6 |